# Falknis
Falknis (2562 m n.p.m.) – szczyt w Alpach Wschodnich, w zachodniej części pasma Rätikon. Znajduje się na granicy Liechtensteinu ze Szwajcarią i jest trzecią najwyższą górą w Księstwie. Wspinaczka na Falknis jest łatwiejsza niż na wyższy Grauspitz, ponieważ na ten szczyt prowadzą stale utrzymywane szlaki, a podejście jest możliwe z wielu kierunków. Ze szczytu rozciąga się panorama na dolinę Renu.

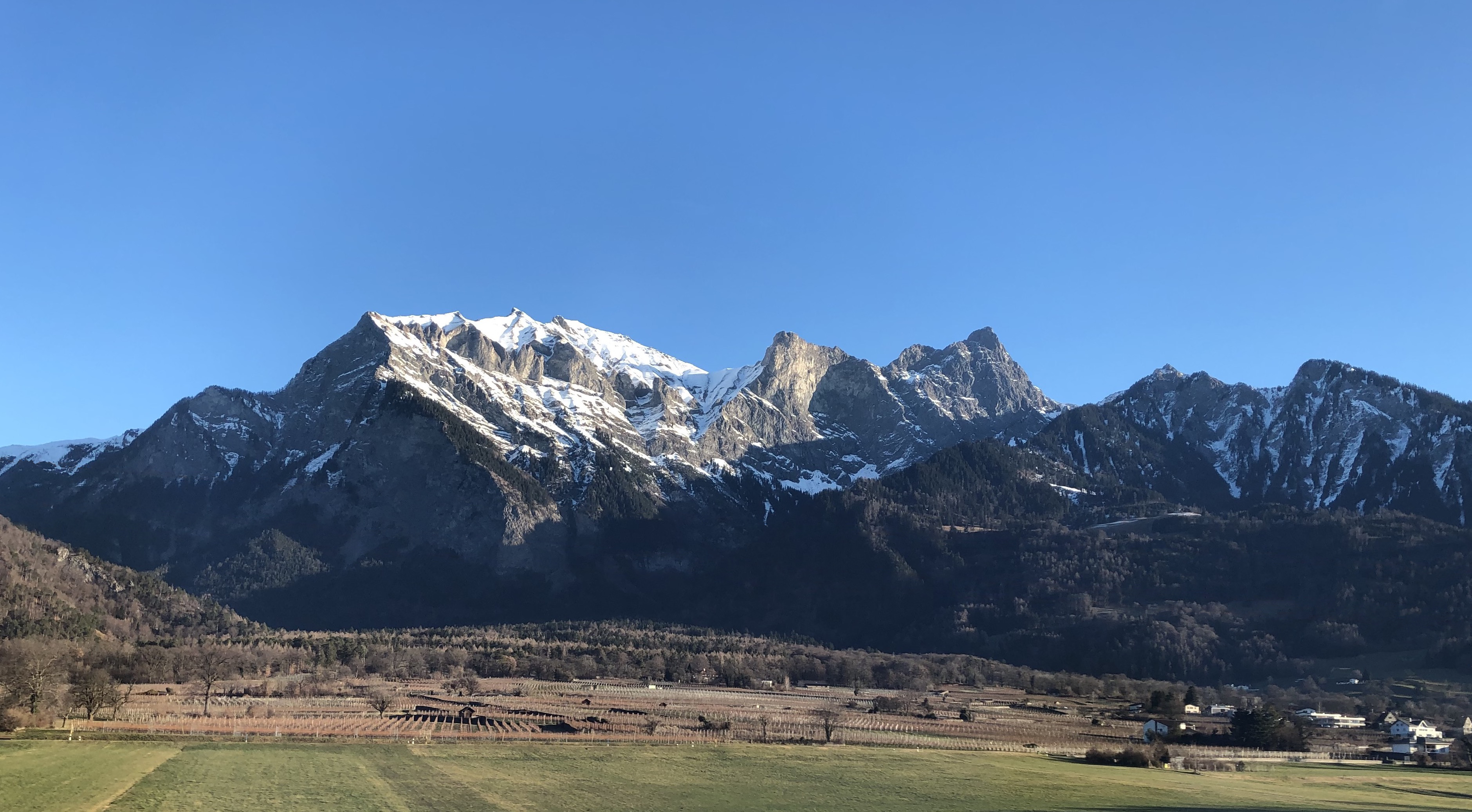
Widok od strony północnej (liechtensteińskiej).
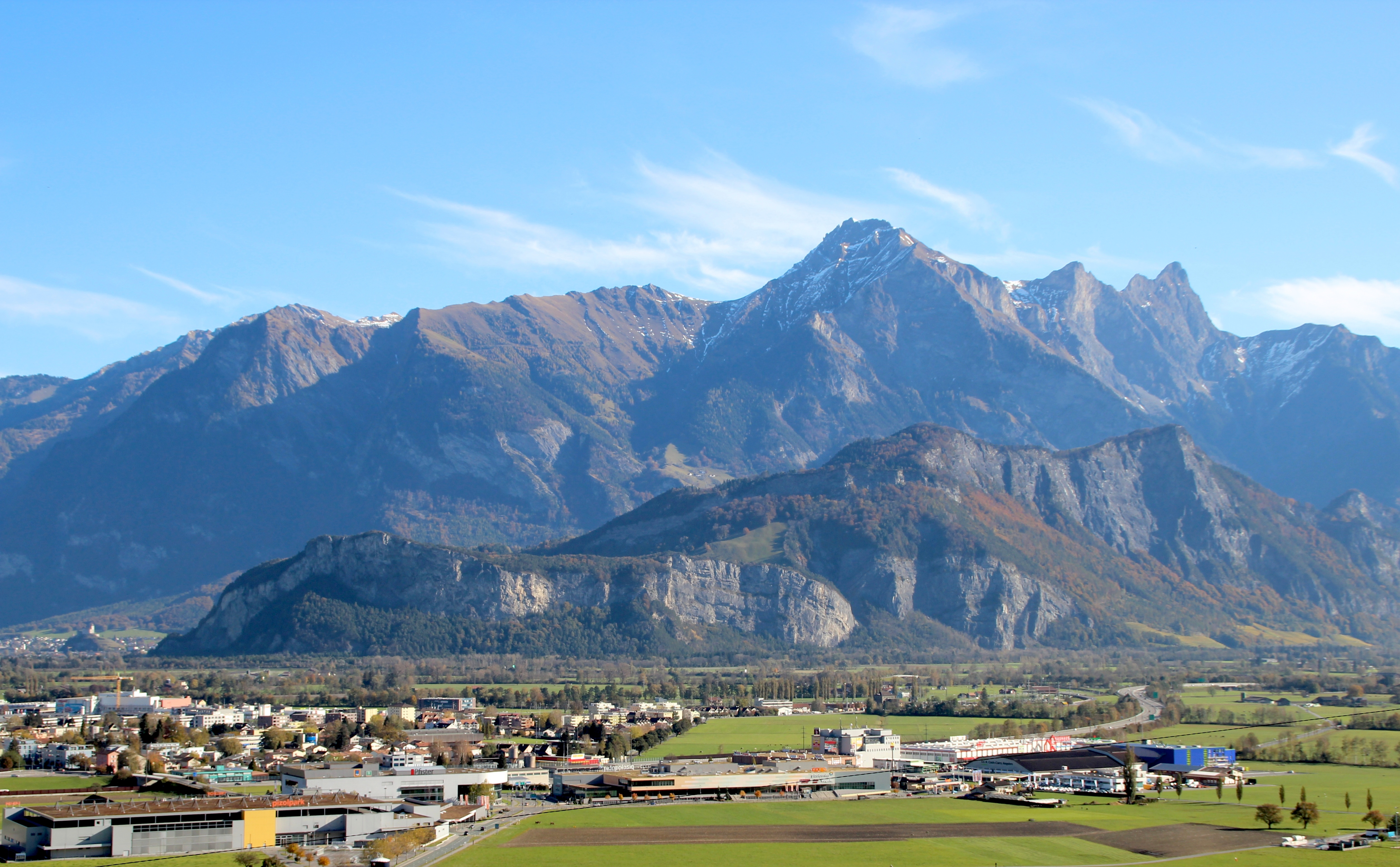
Widok od strony Fläsch.
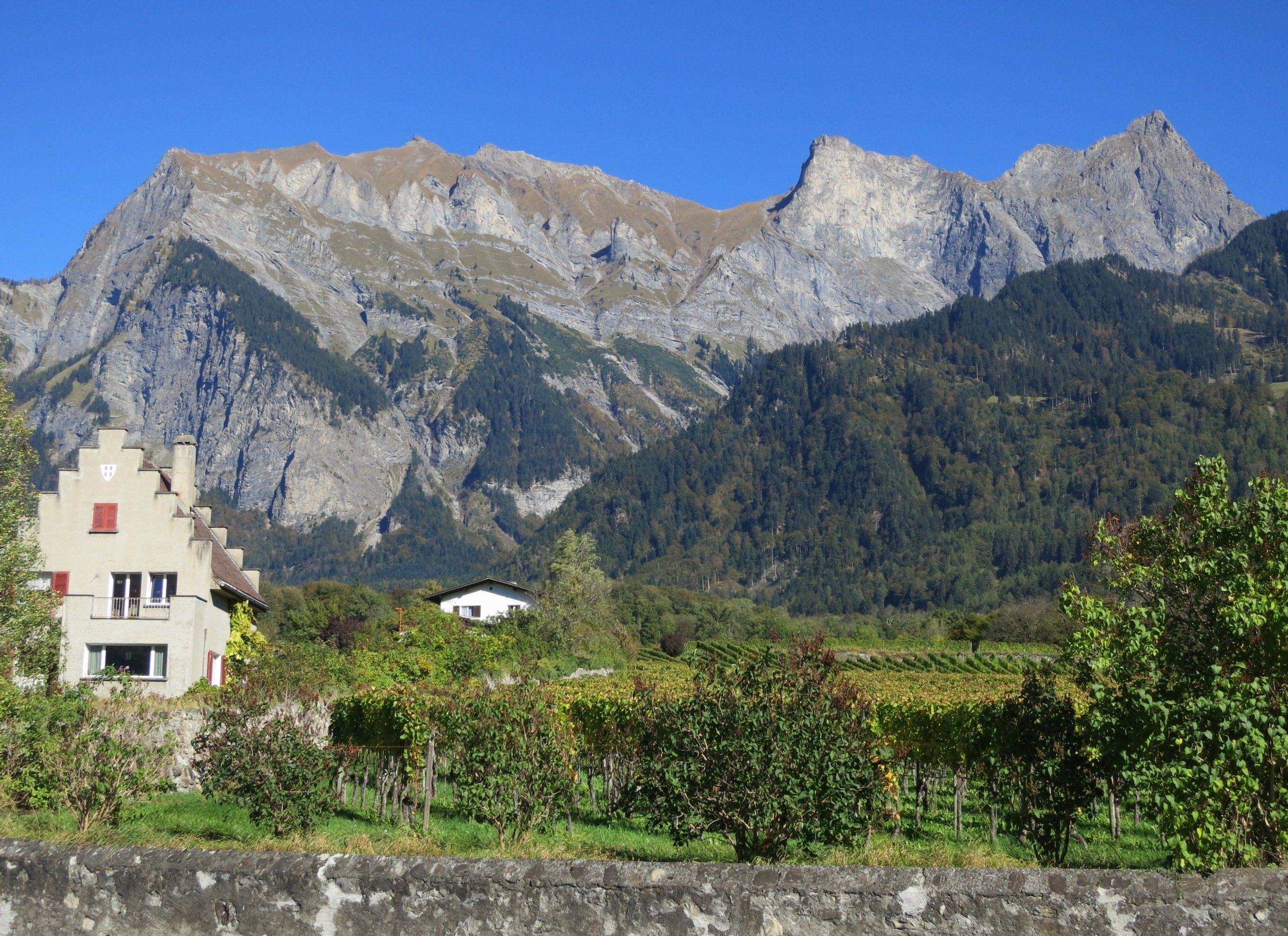
Widok z Maienfeld.
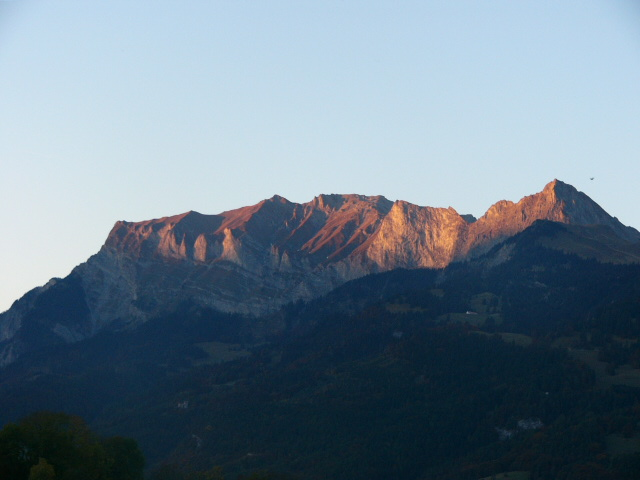
Widok od strony południowej.